# Peggy Antrobus
Peggy Antrobus (née en 1935) est une militante féministe grenadienne.

## Biographie
Peggy Antrobus naît à la Grenade en 1935. Elle étudie au couvent Saint Joseph puis au lycée pour filles Saint Vincent de Sainte-Lucie. Elle obtient une licence d'économie à l'université de Bristol en 1954, puis étudie le travail social à l'université de Birmingham.
En 1974, Antrobus est embauchée comme conseillère pour les affaires féminines auprès du gouvernement de Jamaïque,,. C'est à cette occasion qu'elle découvre, et commence à s'intéresser, au féminisme. Elle participe à plusieurs conférences des Nations unies pour les femmes, dès la première organisée à Mexico en 1975.
En 1985, elle fait partie du groupe de fondatrices de l'association caribéenne pour la recherche et l'action féministes (en), aux côtés de Honor Ford-Smith (en), Sonia Cuales (en), Cynthia Ellis (en), Joan French (en), Rhoda Reddock, et Rawwida Baksh-Soodeen (en),.
En 1987, elle met en place l'unité des femmes et du développement (Women and Development Unit, WAND) à l'université des Indes occidentales, qu'elle dirige jusqu'à sa retraite en 1995.
De 1990 à 1996, elle co-fonde puis coordonne les actions de l'association DAWN, Development Alternatives with Women for a New Era (en),,.
En 1998, elle obtient un doctorat de sciences de l'éducation à l'université du Massachusetts à Amherst. Elle travaille, au nom de l'Organisation des Nations unies, à conseiller le ministère de la transformation sociale de la Barbade.
En 2004, elle publie le livre The Global Women's Movement: Origins, Issues and Strategies,.